# European Mosquito Control Association
Die European Mosquito Control Association (EMCA) ist der Zusammenschluss von Fachleuten und Experten aus Europa und darüber hinaus mit dem Ziel, die Zusammenarbeit bei technischen und betrieblichen Aspekten der Stechmückenbekämpfung zu stärken. Die europäische Vereinigung ist Mitglied der World Mosquito Control Association.

## Geschichte und Ziele
EMCA ist ein gemeinnütziger Verein, der am vormaligen Sitz der KABS in Waldsee im Jahr 2000 gegründet wurde und in Straßburg (Frankreich) registriert ist. Die Mitglieder stammen aus Europa, dem Nahen Osten, Afrika und den USA.
Das übergeordnete Ziel von EMCA besteht darin, die wirksame und effiziente Bekämpfung von Stechmücken und verwandten Themen zu fördern und die damit verbundenen Informationen an die Mitglieder und andere Interessenten in Europa und den benachbarten Regionen weiterzugeben. Das offizielle Organ der EMCA ist das online verfügbare Journal of the European Mosquito Control Association (JEMCA).
Der Verein fördert die Forschung an Moskitos (Aedes vexans, Aedes albopictus), schwarzen Fliegen und anderen Organismen und der damit verbundenen präventiven Krankheitsbekämpfung wie beispielsweise der Malaria, Chikungunyafieber, Zika-Virus und West-Nil-Fieber.
EMCA verfolgt Verbindungen und die Zusammenarbeit mit internationalen Organisationen, Verbänden und Institutionen wie WHO (Weltgesundheitsorganisation), SOVE (Gesellschaft für Vektorökologie), E-SOVE (Europäische Gesellschaft für Vektorökologie), ECDC (Europäisches Zentrum für die Prävention und Kontrolle von Krankheiten), CDC (Zentren für Krankheitskontrolle und -prävention), AMCA (American Mosquito Control Association) und PAMCA (Pan-African Mosquito Control Association).
Die Organisation von Workshops und Konferenzen zum Thema Stechmückenbekämpfung und Ökologie findet jährlich statt, Geschäftsführer und Vizepräsident ist Norbert Becker.